# Amerila eugenia
Amerila eugenia là một loài bướm đêm thuộc phân họ Arctiinae, họ Erebidae.